# 缅甸冲突
缅甸衝突是自1948年缅甸脱离英国独立以来在国内持续进行的叛乱与冲突。这场冲突主要是由于缅甸国内的种族矛盾，民族地方武装组织与国家武装力量缅甸国防军争夺少数民族地方的自决权。尽管在2008年实现多次停火并建立了若干个自治区，但许多武装团体仍继续呼吁独立建国、加强自治或实现缅甸联邦化。

## 背景
在第二次世界大战期间的1940年，以昂山为首的一群年轻的缅甸知识分子前往日本接受军事训练，为对抗英国的反殖民斗争做准备，这个组织后来被称为“三十义士”。1941年他们返回缅甸后，成立了缅甸独立军（BIA），与盟军作战。1942年，日本占领仰光后，扶植巴莫、昂山等人建立了傀儡政权缅甸国，并将缅甸独立军重组为其武装部队缅甸国防军（BDA）后又扩大为缅甸国民军（BNA）。随着时间的推移，昂山对日本赢得战争的能力越来越怀疑，并于1944年年中决定改变立场倒向同盟国。1945年7月，在缅甸的日本军队投降，英国开始与昂山和其他著名的缅甸领导人谈判缅甸独立事宜。
1947年2月，在缅甸独立前夕，昂山与钦族、克钦族和掸族代表在掸邦彬龙举行了谈判，并签订了《彬龙协议》。该协议承诺三个少数民族居住的地方实行充分自治，并可选择在独立10年后脱离缅甸。然而不久之后，1947年7月19日昂山被暗杀，独立后的吴努政府没有遵守彬龙协议所规定的条款。这进一步加剧了缅族与该国各少数民族之间的紧张关系。

## 历程

### 缅甸独立后（1948年–1962年）
1948年1月4日，缅甸从英国独立后，该国最大的两个反对团体是由缅甸共产党领导的共产主义者和由克伦民族联盟领导的克伦民族主义者。
在缅甸独立初期局势平静，但1948年4月2日，缅甸共产党在勃固地区的Paukkongyi打响了武装冲突的第一枪。在1949年，缅甸共产党達到鼎盛时期，拥有约15000名战士。
在缅甸独立后时期，克伦民族联盟主张建立一个由克伦人统治的独立国家。拟议的克伦人国家将包括下缅甸（外缅甸）的克伦邦和克耶邦（克伦尼邦）的领土。此后，克伦民族联盟逐渐将工作重点从完全独立转移到了缅甸联邦制下的克伦族享有公平代表权的地区自治。

### 奈温执政时期（1962年–1988年）

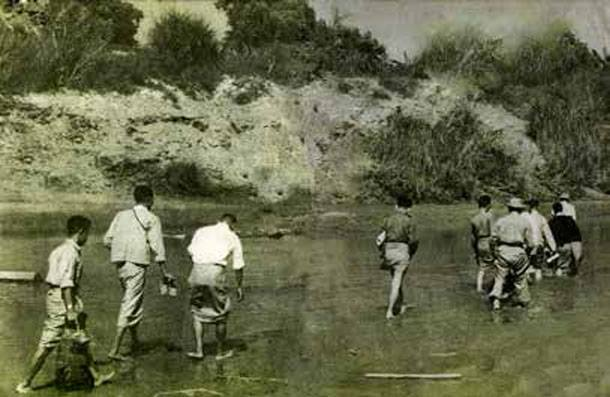
“他们回来了”：缅甸共产党员在和平对话失败后重返根据地。（1963年）

在连续三届议会政府在缅甸执政之后，由奈温将军领导的缅甸国防军于1962年3月2日发动政变，推翻了议会政府，建立了缅甸军政府。其后，军政府被指控严重践踏和侵犯人权，议会政府内阁和少数民族政治领导人在未经审判的情况下即被逮捕和拘留。在此期间，其他少数民族团体开始组建更大的反叛派别，如克钦独立军，以回应新政府拒绝采用联邦制的立场。
1963年与奈温政府的和平谈判失败后，许多武装组织，无论是共产主义者还是民族主义者，都越来越接受毛泽东思想中的“人民战争”概念。缅甸共产党（CPB）与中国共产党保持着密切的关系，并在缅甸复制了中国文化大革命中的做法。缅甸共产党对其中国盟友的效仿被许多缅甸人视为中国试图干涉缅甸事务，这种情绪导致了1967年缅甸发生的反华暴力骚乱。到骚乱平息时，已有31名华侨被杀害，几家华侨拥有的企业被烧毁。
在1962年政变后不久和1972年，奈温与几个武装组织举行了和平谈判，但这两次和谈均不欢而散。这在一定程度上是由于奈温拒绝采用联邦多党制。谈判失败后，缅军的叛逃者和少数民族武装分子纷纷返回各自的基地，缅甸各地的头条新闻都是著名的“他们已经回去了”。军政府没收了私人财产，并于1974年成立了缅甸社会主义纲领党（BSPP），以一党制统治国家。在奈温长达26年的独裁统治下，缅甸成为了一个与世隔绝的隐士王国，也是世界上最不发达的国家之一。1988年，全国范围的学生抗议活动导致社会主义纲领党和奈温被迫下台，在经过以貌貌为首的短暂文官统治后，被以苏貌将军为首的一个新的军事政权——国家恢复法律和秩序委员会取而代之。

### 8888民主运动（1988年）
1988年3月12日，学生们开始在仰光举行示威游行，抗议奈温及其领导的缅甸社会主义纲领党的极权统治。抗议活动迅速蔓延到全国各地，社会主义纲领党政府迫于压力接受了多党制。然而，1988年9月18日，社会主义纲领党政府被军事政变推翻。军方随后成立了国家恢复法律和秩序委员会（SLORC），并对抗议者实施暴力镇压，在1988年9月21日结束了所有示威活动。
缅甸当局声称约有350人丧生，而反对派组织则声称有数千人在抗议活动中死于军方之手。根据《经济学人》杂志报道，有3000多人在示威活动中丧生。尽管新军政府对8888起义进行了暴力镇压，但在示威活动停止后，新军政府还是同意与某些武装组织达成了停火协议。
昂山将军的女儿昂山素季在8888起义中脱颖而出，成为缅甸民主运动的象征，领导着该国最大的反对党全国民主联盟（NLD）。军政府于1990年安排了一次大选，选举议会规模的制宪委员会成员，以起草新宪法。全国民主联盟赢得了绝大多数席位，但军政府对选举结果感到惊讶，拒绝承认选举结果，并软禁了昂山素季。

### 国家和平与发展委员会统治时期（1988–2011）
在宣布1990年大选结果无效后，军政府巩固了对缅甸的统治。1992年，丹瑞取代苏貌成为军政府的领导人，之后国家恢复法律和秩序委员会于1997年被撤销，取而代之的是由11名高级军官组成的国家和平与发展委员会（SPDC）。
20世纪90年代，缅甸军严重削弱了民族地方武装组织的力量，摧毁了他们的大部分基地和据点。
2006年，缅军对克伦民族联盟的武装分支克伦民族解放军（KNLA）发动了大规模军事进攻。冲突导致克伦邦数十万平民流离失所，据估计，由于政府军与克伦民族联盟之间的战斗以及政府强行迁移村庄，约有50万人流离失所。
2007年，数十万僧侣抗议军政府的统治，呼吁自由选举、少数民族权利和释放政治犯，这一事件被称为“番红花革命”。抗议活动的起因是当局取消了压缩天然气的价格补贴。
2009年，缅军袭击了缅甸掸邦北部的果敢地区，导致以彭家声为首的缅甸民族民主联盟军（MNDAA）失去对该地区的控制，3万名当地难民逃往邻国中国云南省避难。
2010年，缅军与民主克伦佛教军5旅（DKBA-5）发生暴力冲突，导致近1万名难民逃往泰国躲避暴力冲突。

### 文官政府时期（2011-2021）
2008年，缅甸政府颁布新宪法，并在2011年至2015年期间启动了政治改革，数千名政治犯被释放，其中包括昂山素季。2008年宪法还为6个少数民族设立了1个自治省和5个自治提舍。2014年11月，全国民主联盟试图对宪法进行修改，以回应昂山素季的政党赢得选举后无资格成为缅甸总统的条款。然而，这些修正案遭到了否决。
2013年，缅甸多个城市爆发大规模反穆斯林骚乱。暴力事件发生时，以维拉图领导的佛教民族主义组织“969运动”开始兴起。
2015年政治改革结束后，政府开始主办一系列和平会议，希望结束国内冲突。然而，这些努力因没有解决停火组织提出的主要意见，并将该国仍在活动的最大武装组织排除在外而受到批评。政府的批评者认为，缅甸现行宪法赋予军方过多权力，阻碍了该国实现和平和民主改革。一些政客和活动人士因反对军方在政府中的作用而被杀害，如昂山素季的前法律顾问，宪法专家、律师哥尼，他在呼吁政治改革以减少军队影响力后被暗杀。
在掸邦，军方于2015年果敢攻势期间继续与缅甸民族民主同盟军交战。
2016年10月9日，若开罗兴亚救世军（ARSA）首次对孟加拉国和缅甸边境的缅军边防哨所发动了袭击，造成9名边防军官死亡。这促使缅军在若开邦北部开始大规模的“清剿行动”，并在若开罗兴亚救世军于2017年8月25日发动第二次大规模袭击后加强了行动。随后发生的暴力事件引发了国际社会的强烈抗议，并被联合国人权事务高级专员描述为种族清洗。
2016年11月下旬，由若开军（AA）、克钦独立军（KIA）、缅甸民族民主联盟军（MNDAA）和德昂民族解放军（TNLA）四个民族地方武装组织组成的缅北联合阵线袭击了掸邦北部木姐镇附近中缅边境的城镇和边防哨所。武装分子于2016年11月25日占领了勐古镇，并一直控制着该镇，直到2016年12月4日为避免缅甸空军空袭造成平民伤亡而撤出该镇。
2019年8月15日，缅北联合阵线武装分子袭击了瑙丘镇的一所军事学院，造成15人死亡。随后几天发生了进一步冲突，缅甸军方警告称，如果缅北联合阵线不停止袭击，掸邦可能会爆发“全面战争”。

### 2021年政变和暴力的死灰复燃（2021-至今）
2021年2月1日凌晨，全国民主联盟领导的文官政府在军事政变中被推翻，缅甸国防军总司令敏昂莱大将成为国家最高领导人。昂山素季及其政府的其他几名高级成员在政变期间被军方逮捕。随后发生了大规模抗议活动，示威者要求敏昂莱和新成立的国家管理委员会（SAC）下台，释放在政变中被捕的人士，并恢复文官政府。
反政变抗议者用弹弓、燃烧弹和临时盾牌武装自己。2021年3月下旬，据报道，有数十名抗议者前往缅甸边境地区，在该国众多民族地方武装组织之一的领导下进行训练，从而增加了全国爆发内战的风险。流亡的文官政府，即缅甸联邦议会代表委员会（CRPH），提议组建一支“联邦武装力量”来打击缅甸国防军。
抗议者最早的一次武装抗议发生在实皆省的卡莱镇及其周边地区。2021年3月28日，缅军突袭了卡莱的一个抗议营地后，抗议者用猎枪和自制枪支进行了反击。一些民族地方武装组织，特别是克钦独立军和克伦民族解放军，也因政变恢复或升级了对缅军的袭击。
2021年4月4日，《全国停火协议》的七个签署方宣布决定加入民族团结政府（NUG），其中包括全缅甸学生民主阵线和克伦民族联盟。一些组织已经恢复了对军政府的敌对行动。
在钦邦的敏达和哈卡，钦邦保卫军（CDF）于2021年4月26日开始武装抵抗。
2021年5月5日，民族团结政府宣布成立武装力量——人民防卫军（PDF），以保护其支持者免受军政府的袭击，并作为组建联邦军队的第一步。5月23日，人民防卫军在木姐镇与缅军发生冲突，造成至少13名缅甸安全部队成员死亡。克耶邦的克伦尼民族保卫军（KPDF）成员也在该邦首府垒固附近与缅军发生冲突。
缅甸共产党于2021年底宣布成立新的武装力量——人民解放军。
据全球武装冲突数据库（ACLED）项目估计，从2021年2月到12月，已有11000人在冲突中被杀害。政变发生后尝试居中调停，防止局势进一步恶化。这主要通过派出缅甸问题特使埃里万·尤索夫和布拉索昆、与成员国协商、提出“五点共识”等方式，但成果不显著。

## 按州或地区划分的冲突

### 钦邦和实皆省
印度米佐拉姆邦的米佐族、缅甸的钦族以及库基族都是有着共同文化和历史的佐人。
1960年，敦和普姆·拜特成立了钦解放军，以统一钦族聚居区，而米佐民族阵线（MNF）则为米佐独立而战。钦民族军（CNA）成立于1988年。2012年，它与钦邦政府签署了停火协议。库基民族军（KNA）也成立于1988年，其目标是在缅甸和印度建立库基自治。
在印度东北部与印度政府作战的几个分离主义组织也以缅甸为基地开展活动，如佐米革命军、阿萨姆联合解放阵线（ULFA）和那加兰民族社会主义委员会（NSCN）。这些组织经常通过管理松懈的边境进入印度。
2019年6月，缅军在印度军队的配合下，对位于实皆省那加自治区塔加的那加兰民族社会主义委员会总部采取了行动。

### 克钦邦
克钦族（中华人民共和国称为景颇族）是缅甸的主要少数民族，主要居住在克钦邦克钦山北部山区。克钦正规军士兵以前曾是缅军的重要组成部分；然而，在1962年奈温夺取政权后，许多克钦士兵从军队叛逃，并与已经活跃的克钦族武装分子重组，成立克钦独立军（KIA），隶属于克钦独立组织（KIO）。宗教关系紧张也是冲突的根源之一，因为克钦人在历史上主要信奉基督教，而缅甸占多数的缅族则主要信奉佛教。
克钦独立军曾与政府多次签署停火协议，其中最著名的是1994年签署的停火协议，该协议持续了17年，直到2011年6月缅军袭击了克钦独立军位于克钦邦八莫东部塔平河沿岸的阵地。由于停火协议破裂，克钦邦面临着一波又一波的境内流离失所潮，截至2017年4月，有超过9万名境内流离失所者分布在150多个营地或类似营地的环境中。许多境内流离失所者营地位于非政府控制区，出入受到严格限制。据境内流离失所问题监测中心（IDMC）估计，2018年4月和5月，因克钦独立军和缅甸国防军之间的战斗而流离失所的人数超过1.4万。
2012年，克钦独立军和缅军之间的冲突造成约2500人伤亡（包括平民和军人），其中211人是政府军士兵。暴力事件导致近10万平民流离失所，364个村庄完全或部分被遗弃。
据当局称，2014年11月19日，缅军袭击了拉咱镇附近的克钦独立军总部，打死了至少22名克钦独立军武装分子。
2018年1月，恩版腊成为克钦独立组织主席和克钦独立军二把手。甘双仍担任克钦独立军总司令。

### 克耶邦
1957年，克耶邦的民族独立组织成立了克伦尼民族进步党（KNPP）。不久后，克伦尼军也随之成立，为克伦尼人的自决而战。除了1995年短暂的三个月停火外，克伦尼军和缅军一直在该地区作战。克伦尼民族进步党的竞争对手包括左翼的克耶新土地党（KNLP）和克伦尼民族人民解放阵线（KNPLF），这两个组织在20世纪90年代都与政府签署了停火协议。
克伦尼军对政府的不满包括政府对该地区自然资源的开采和快速消耗、以低价强行出售当地农民的农产品、地方当局内部的敲诈勒索和腐败、强迫劳动、强迫整个村庄和农场搬迁、摧毁房屋、在平民区埋设地雷、酷刑、强奸、法外处决、焚烧村庄、没收粮食供应和牲畜、未经指控实施逮捕以及对穷人的剥削。克伦尼军目前由弼图将军领导，大约有500至1500名士兵。
2021年军事政变后，原文官政府领导的克伦尼民族保卫军在克耶邦北部开辟了一条新战线，冲突随之升级。在缅军袭击并烧毁了该地区的几个村庄后，克伦尼民族保卫军战士对缅军发动了进攻，夺取并摧毁了几个军事哨所。

### 克伦邦
缅甸东部克伦邦的克伦族是缅甸第三大民族，约占全国总人口的7%。自1949年以来，克伦族武装组织一直在争取独立和自决。1949年，时任缅甸陆军总司令、克伦族人史密斯·敦因克伦族反对派组织兴起而被解职，民族矛盾进一步加剧。接替他的是后来以军事独裁者身份统治缅甸的缅族主义者奈温。
缅甸政府过去曾被指控对克伦族平民使用“焦土”战术，包括（但不限于）烧毁整个村庄、埋设地雷、使用平民作为奴隶劳工、使用平民作为扫雷人员以及强奸和谋杀克伦族妇女。根据英国欧华律师事务所（DLA Piper）向联合国安理会提交的一份报告，这些针对克伦人的策略可以被认定为种族清洗。但当局否认了这些说法。
克伦民族联盟（KNU）及其武装组织克伦民族解放军（KNLA）的最初目标是为克伦人建立一个独立国家。然而，自1976年以来，他们转而呼吁建立一个拥有公平的克伦族代表权和克伦族自决权的联邦国家。
1995年，克伦民族联盟的主要总部和行动基地大多被当局摧毁或占领，迫使克伦民族解放军在克伦邦的丛林中开展行动。直到1995年，泰国政府一直在支持缅泰边境的武装分子，但由于与缅甸达成了一项新的重大经济协议，泰国政府很快停止了对民族地方武装组织的支持。
2015年10月15日，克伦民族联盟和其他七个民族地方武装组织一起同缅甸政府签署了《全国停火协议（NCA）》。然而，2018年3月，缅甸政府违反协议，派遣400名缅军士兵进入克伦民族联盟控制区，修建一条连接两个军事基地的公路。克伦民族联盟与缅甸军队在帕本县Ler Mu Plaw地区爆发武装冲突，导致2000人流离失所。2018年5月17日，缅军同意“暂时推迟”公路项目，并从该地区撤军。
2021年军事政变后，克伦民族联盟恢复了与缅甸政府的斗争。2021年4月27日，克伦民族联盟武装分子占领了缅甸与泰国交界的萨尔温江西岸的一个军事基地。缅军随后对克伦民族联盟阵地进行了空袭作为报复。双方均无伤亡报告。

### 孟邦
自1948年缅甸独立以来，孟族人民一直在寻求自决，最初是在孟人民阵线的领导下，1962年成立了新孟邦党（NMSP）。1949年以来，孟民族解放军（MNLA）一直在与政府军作战。2015年孟民族解放军签署了《全国停火协议》，并与克伦民族解放军（KNLA）发生过小规模冲突。

### 若开邦

#### 若开族武装
自20世纪50年代初以来，若开邦的若开族（或称阿拉干族）、钦族、和罗兴亚人等少数民族的武装组织一直在若开邦与缅甸政府政府争夺自决权。在1978年被缅军击败之前，该地区一直是红旗共产党的大本营。其继承者若开共产党一直在若开邦发动叛乱，直至20世纪90年代。
若开族武装组织，如若开军和若开解放军（ALA），继续与政府作战，不过自政治改革和和平谈判以来，已经很少发生重大暴力事件。成立于2009年的若开军目前是若开邦最大的地方武装组织，拥有约7000名战士。
2019年1月4日，约300名若开军武装分子在黎明前对布迪当镇区北部的四个边境警察哨所——Kyaung Taung、Nga Myin Taw、Ka Htee La和Kone Myint——发动了袭击。13名边防警察（BGP）成员被打死，另有9人受伤，40支枪支和1万多发弹药被抢走。若开军后来称，他们抓获了9名边防警察和5名平民，有3名战士也在袭击中丧生。
袭击发生后，缅甸总统办公室于2019年1月7日在首都内比都召开了国家安全高级别会议，并指示国防部在遭到袭击的地区增加兵力部署，并在必要时动用飞机。据报道，缅军和若开军随后在孟都、布迪当、皎道、拉代当和邦纳均等镇发生冲突，迫使5000多名平民离开家园，其中数百人（主要是若开族和卡米族）越过边境逃入孟加拉国。还有关于平民伤亡、任意殴打和拘留若开族人、强行没收财产以及缅军封锁粮食援助和医疗救济的报道。

#### 罗兴亚人叛乱
自1948年以来，罗兴亚人武装分子一直在若开邦北部与地方政府军和其他武装组织作战，以穆斯林为主的罗兴亚族和以佛教徒为主的若开族之间持续不断的宗教暴力加剧了冲突。
缅甸独立后，罗兴亚圣战者与政府军作战，试图将罗兴亚人居住的地区分离并将其并入到东巴基斯坦（今孟加拉国）。1949年至1954年间，缅甸军方发起了数次行动，以重新控制该地区。到20世纪50年代末，圣战者组织失去了大部分动力和支持，到1961年，他们的大多数战士都已投降。
奈温军政府对罗兴亚人的敌意与日俱增。为了将叛乱分子和所谓的“外国人”驱逐出若开邦，当局发起了大规模军事行动，如1978年的“龙王行动”和1991年的“清洁美丽国家行动”。
罗兴亚人的法律和政治权利一直是冲突期间的一个潜在问题，因此不时发生自发的暴力事件，如2012年若开邦暴动和2013年缅甸反穆斯林暴动。尽管罗兴亚人占若开邦北部三个镇区人口的大多数，但他们经常成为出于宗教动机的袭击的目标。1982年的缅甸《国籍法》并不承认罗兴亚人是缅甸本土的一个民族。因此，罗兴亚人无法申请缅甸公民身份，也几乎没有法律保护他们的权利。
2016年10月9日，不明身份的武装分子袭击了缅甸和孟加拉国边境的三个缅甸边防哨所，在若开邦北部掀起了一场新的武装冲突。据边境城镇孟都的政府官员称，袭击者从边防哨所掠夺了几十支枪支和弹药，他们还挥舞着刀具和发射金属弹丸的自制弹弓。袭击造成9名边境官员和“数名叛乱分子”死亡。2016年10月11日，4名缅军士兵在战斗的第三天被打死。一周后，一个新兴的反叛组织——若开罗兴亚救世军（ARSA）声称对袭击事件负责。
2017年8月25日凌晨，若开罗兴亚救世军武装分子对24个警察哨所和第552轻步兵营陆军基地发动了协同袭击，造成十几人死亡。作为回应，缅军在若开邦北部发起了“清剿行动”，批评者认为这些行动针对的是罗兴亚人平民而非武装分子。暴力事件发生后，该地区仍有20万平民被困，无法充分进入市场并获得生计、服务和医疗。

### 掸邦
掸邦是缅甸面积最大和人口最多的一个邦。掸族（又称傣族）是掸邦最大的民族，也是缅甸第二大民族。掸族是彬龙会议期间参加协商的几个民族之一。《彬龙协议》规定如果掸邦领导人对缅甸中央政府不满意，他们可以选择在缅甸独立10年后从缅甸分离出去。然而，在昂山遇刺后，独立后的缅甸政府没有履行这一协议。
由于10年的谈判毫无结果，1958年5月21日，39名掸族人在召内苏彦达（生于中国云南省瑞丽县）领导下成立了武装抵抗运动。该运动后来被称为“青年义勇军”。1960年，这场运动在“粗鲁而没有受过教育”的召内苏彦达和一群年轻知识分子之间发生了内部分裂，后者随后组建了掸邦独立军（SSIA）。除了青年义勇军和掸邦独立军的残余外，还有主要在掸邦南部活动的掸族团结阵线（SNUF）。1964年，掸邦独立军、掸族团结阵线和果敢军（一支由果敢族华人组成的地方军队）同意并入掸邦军（SSA）。缅甸联邦第一任总统、末代永贵土司（良瑞召法）苏瑞泰的王妃召婻哏罕当选为其政治派别掸邦军事会议（SSWC）主席。1971年8月16日，掸邦进步党（SSPP）成立，取代了掸邦军事会议。
在掸邦北部，掸邦进步党与长期活跃在缅中边境地区的缅甸共产党（CPB）发生了冲突。20世纪60年代，缅军开始实施“嘎戈耶”（Ka Kwe Ye，KKY）计划，招募少数民族军队来打击共产主义叛乱分子，作为回报，他们将被允许按照自己的条件从事跨境贸易。这导致掸邦军的许多部队投靠KKY民兵组织。掸邦军还与罗星汉和坤沙等鸦片军阀合作。内部分裂导致掸邦军分裂为多个派别，并于1976年年中解散。掸邦进步党后来组建了亲共的北掸邦军（SSA-N），继续发动叛乱。1989年4月，缅共遭遇内部兵变并垮台后，北掸邦军与政府签署了停火协议，以换取其控制地区的自治权（正式名称为“缅甸掸邦第三特区”）。
20世纪60年代，缅甸政府允许KKY民兵领导人坤沙（汉名张奇夫）种植和交易鸦片，作为掸族武装和共产党叛乱分子作战的回报。他逐渐成为掸邦最有权势的武装组织领导人之一。1969年，坤沙在与掸邦军密谋后被缅军抓获，后来被流放到泰国，并在泰缅边境附近建立了一支军队，成为金三角地区占主导地位的鸦片军阀。1982年被泰国军队驱逐出境后，坤沙返回缅甸，并于1985年组建了孟泰军（MTA）。20世纪90年代，孟泰军成为掸邦占主导地位的武装力量，最高兵力达2万人。1991年，坤沙宣布成立“掸邦共和国”，并自任“总统”。然而，孟泰军中部分掸民族主义者不同意他的领导。1995年5月10日，蒙泰军发生分裂，掸族头人昭衮姚率近3000人出走，并在缅甸东北部地区组建了掸邦民族军（SSNA）。随后“掸邦共和国总理”又出走，坤沙不得不先后辞去“总统”和军队总司令的职务。到1995年12月，佤邦联合军和缅军对孟泰军形成了合围之势。关键时刻缅军施展了和平劝降的手段，加速推进与坤沙的秘密接触，劝其交出武装换取和平。在强大的军事压力和政治攻势下，1996年1月5日，即缅甸独立日的第二天，坤沙最终同意无条件缴枪投降。孟泰军于1996年1月18日举行缴枪仪式，向缅甸政府投降，然后坤沙搭乘直升机，飞往仰光。此后，坤沙便隐居于仰光。
原掸邦联合革命军（SURA）的昭耀世拒绝与坤沙和孟泰军一起投降，率领麾下800名士兵前往掸邦中部，并于1996年1月26日成立了南掸邦军（SSA-S）。随后，他又招募了大约1000名士兵，返回掸邦南部，于2003年在老泰亮建立了南掸邦军总部。此后，南掸邦军已成为缅甸最大的掸邦武装组织之一，截至2016年，该组织约有8000名士兵。南掸邦军的政治派别是掸邦重建委员会（RCSS）。南掸邦军在缅泰边境设有多个基地，并于2011年12月2日与缅甸政府签署了停火协议。
2011年，缅军对掸邦武装分子发动了一场名为“毅力行动”的军事攻势。在进攻期间，缅军从掸邦东部民族民主同盟军和北掸邦军手中夺取了部分领土，北掸邦军参与了大部分战斗。虽然这次行动的正式目的是回应这些组织对缅甸政府“一个民族一支军队”政策的反对，但分析人士认为这与军方在玉石贸易中的利益有关。
2015年10月，缅军发动军事攻势，以夺取根据之前的停火协议给予北掸邦军的领土。缅军使用了重型火炮和空袭，造成数千平民流离失所。
此外，在掸邦还有其他少数民族地方武装组织，包括拉祜民主联盟（LDU）、德昂民族解放军（TNLA）、佤民族军（WNA）和勃欧民族解放军（PNLA）等，其规模和隶属关系各不相同。

#### 果敢
从20世纪60年代到1989年，掸邦北部的果敢地区一直由缅甸共产党控制。1989年3月11日，彭家声领导的缅共人民军东北军区脱离缅共，并与缅甸政府停战，遂成立“缅甸掸邦北部第一特区”，由缅甸民族民主同盟军（MNDAA）控制。缅甸民族民主同盟军与缅军的停火协议持续了20年，直到2009年，缅军以“缉毒”名义进入果敢，并将彭家声和缅甸民族民主同盟军驱逐出果敢。2011年，果敢自治区成立。2015年，当缅甸民族民主同盟军试图夺回其在2009年失去的果敢时，暴力事件再次爆发。2017年，缅甸民族民主同盟军再次与果敢驻军发生冲突。
针对2021年政变，缅甸民族民主同盟军恢复了对缅甸国防军的斗争。缅甸民族民主同盟军和德昂民族解放军（TNLA）在掸邦对缅军发动了数次联合袭击。

#### 佤邦
1989年4月17日，在果敢脱离缅共后，鲍有祥领导下的佤族干部也宣布脱离缅甸共产党，并成立了佤邦联合党（UWSP）和佤邦联合军（UWSA）。1989年5月，佤邦联合军与缅甸政府签署了停火协议，此后一直以“缅甸第二特区（佤邦）”（缅甸政府称为佤族自治区）的名义统治掸邦的部分地区。缅甸政府曾指责中国政府大力支持佤邦和佤邦联合军。

#### 勐拉
1989年4月19日，吴再林（生于中国海南省，汉名林明贤）领导的缅共人民军815军区宣布脱离缅甸共产党，成立了掸邦东部民族民主同盟军（NDAA）和“缅甸掸邦东部第四特区”。

## 对人权的侵犯
缅甸政府被指控对平民使用“焦土”战术，尤其是在克伦邦。指控包括烧毁整个村庄、埋设地雷、将平民用作奴隶劳工、将平民作为扫雷兵以及强奸和谋杀克伦妇女。根据DLA Piper律师事务所向联合国安理会提交的一份报告，这些针对克伦人的策略被认定为种族清洗。
双方都被指控使用地雷，造成数百名平民意外伤亡。克伦民族联盟被指控在农村地区埋设地雷，其中大部分尚未解除武装。克伦民族联盟声称，地雷对击退政府军至关重要，因为它们“阻止缅甸国防军袭击平民”。然而，KNU埋设的地雷的受害者大多是当地平民，而不是政府军。地雷受害者必须前往缅甸-泰国边境寻求治疗，因为当地医院和设施缺乏适当的设备和资金。
双方还被指控使用了数千名儿童兵，尽管缅甸政府和七个民族地方武装组织于2012年与联合国儿童基金会签署了一项协议，承诺不会利用儿童获取军事和政治利益。国际劳工组织指责双方违反协议继续使用儿童兵。据国际劳工组织称，自2012年以来，缅甸国防军已释放了数百名儿童兵；然而，国际劳工组织还估计，2013年至2014年间，缅甸国防军至少招募了340名儿童兵。与此同时，据报道，MNDAA、SSA-S和TNLA等武装组织强迫未成年人入伍。
缅甸使用儿童兵的最显著案例之一是双胞胎Johnny和Luther Htoo，他们是前反叛派别上帝军的领导人。1997年上帝军成立时，两人只有十岁。
2022年7月25日，人权观察报道称，缅甸军政府在闭门审判后判处四名男子死刑，远远达不到国际标准。这些处决发生在极不公正和出于政治动机的军事审判之后。

## 平民伤亡和流离失所者

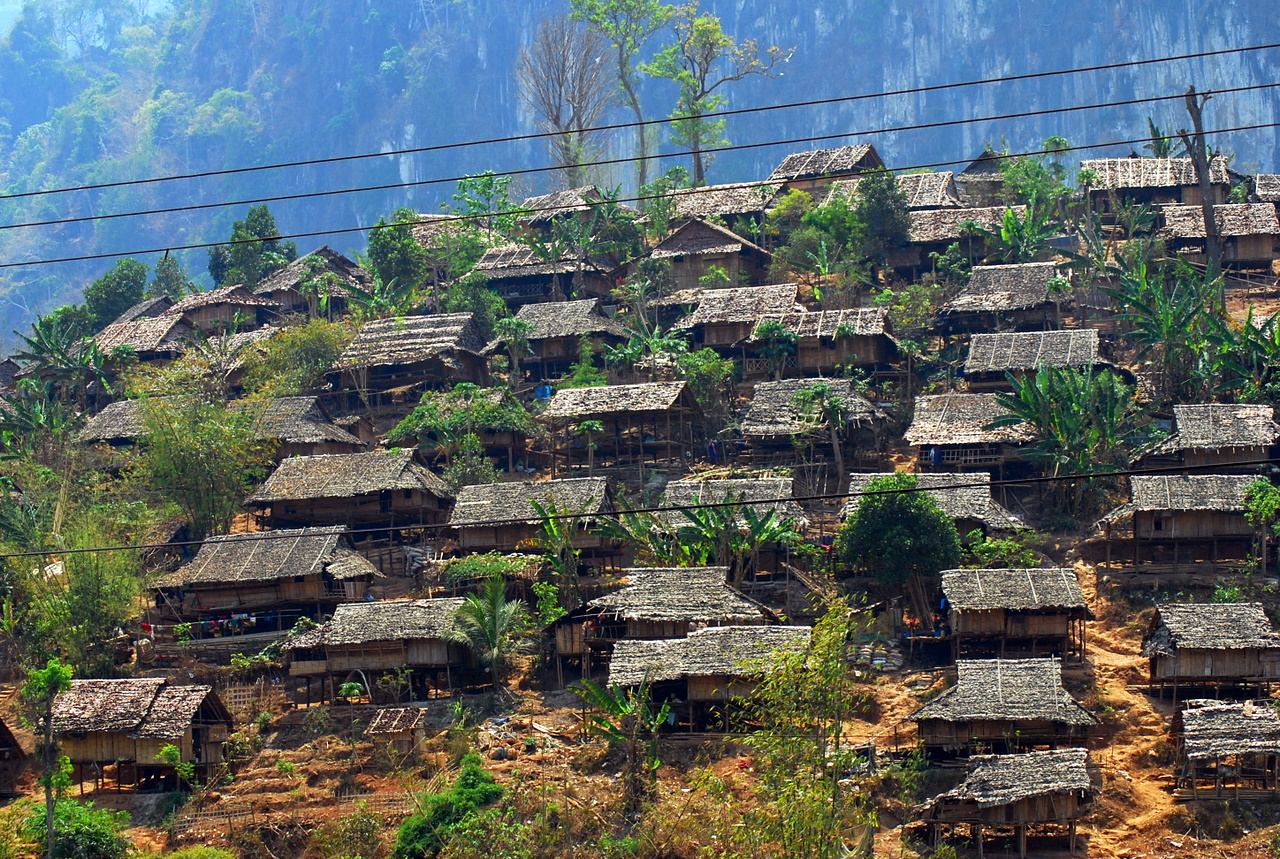
泰国來興府迈拉难民营是联合国难民署在泰国设立的9个难民营之一，其中居住着有70多万难民、寻求庇护者和无国籍人士。

从1948年到2011年，估计有130000人在冲突中死亡。自2011年以来，武装冲突地点和事件数据项目（ACLED）已记录了30000多人死亡。
冲突还导致大量平民流离失所，其中许多人逃往泰国、中国、印度和孟加拉国等邻国。1962年政变后对罗兴亚人和其他少数民族的迫害导致近30万人被驱逐。联合国估计，1996年至2006年间，缅甸境内约有100万人流离失所，其中23万多人仍在该国东南部流离失所，12.8万难民住在缅甸-泰国边境的临时避难所。2007年8月，约160000名难民逃往缅甸-泰国边境以及泰国边境省份清迈和拉差布里的9个难民营。大约62%的难民人口是流离失所的克伦人。此后，无国界医生组织等人道主义组织向难民派遣了工作人员和医疗支持。截至2014年，估计缅甸境内仍有60万至100万人流离失所。
在冲突过程中，缅甸政府官员被指控强行驱逐生活在冲突地区的平民，没收他们的财产，将他们重新用于商业、工业和军事项目。
根据国际难民组织的数据，2012年若开邦约有75000名罗兴亚人在国内流离失所。联合国儿童基金会报告称，若开邦罗兴亚难民营的生活条件“完全不足”，无法获得基本服务。2017年10月，孟加拉国估计有947000名罗兴亚难民。罗兴亚人被联合国描述为“世界上最不受通缉的人之一”和“世界上受迫害最严重的少数民族之一”
据国内流离失所监测中心报告，截至2018年，缅甸共有401000人因人为和自然灾害以及冲突和暴力而境内流离失所。这一数字包括全国各地的国内流离失所者，若开邦有13.1万人，克钦邦有9.7万人，凯因邦有5万人，塔宁塔里地区有4万人，克伦尼州有2.7万人，勃固地区有2.2万人，孟邦有1.8万人，掸邦有1.5万人，钦邦有1300人。在这些总的流离失所者中，IDMC估计，2018年约有42000人因冲突和暴力而新流离失所。与2017年相比，若开邦的新流离失所率较低，但克钦邦和掸邦北部的新流离失所者比率较高，这两个邦共有约3.6万人流离失所。
全球营地协调和营地管理小组（CCCM）在2019年估计，缅甸至少有941000人需要人道主义援助，其中超过12.8万人生活在若开邦的国内流离失所者营地，超过10.5万人在克钦邦和掸邦北部流离失所。虽然许多流离失所只持续了积极战斗的时间，但克钦邦、若开邦和掸邦的营地证明了长期流离失所。这些营地的生活条件往往过于拥挤，住房、卫生、医疗、食品和教育不足。据估计，截至2019年11月，缅甸共有约35%的国内流离失所者生活在非政府控制的地区，这些地区的出入即使不是完全受限，也是有限的，这使国际和地方组织的救援工作变得复杂。

## 国际反应
自1991年以来，联合国大会就缅甸政府通过了25项不同的决议，谴责前几届军政府有系统地侵犯人权和缺乏政治自由。2009年，他们敦促当时的执政军政府采取紧急措施，结束该国违反国际人权和人道主义法的行为。
关于军方和地方准军事组织侵犯人权的报道促使联合国人权理事会于2017年3月启动了一个独立的国际实况调查团，但缅甸政府未能与之合作。特派团2018年9月发布的报告强调了自2011年以来克钦邦、若开邦和掸邦严重侵犯人权和违反国际人道主义法的“明显模式”。缅甸国防军被指控蓄意和系统地以平民为目标、性暴力、针对少数民族的歧视性言论以及士兵有罪不罚。
目击者证词称，在若开邦，缅甸国防军的“清除行动”相当于在至少54个地点有计划和蓄意的大规模屠杀。据报道，数百甚至数千名罗兴亚妇女和女孩遭到强奸，包括大规模轮奸，至少392个罗兴亚村庄被烧毁。报告还强调了对两名路透社记者的定罪，这两名路透社记者揭露了军方法外杀害十名罗兴亚人的行为，随后被监禁；这些记者后来被释放，并因其报道获得2019年普利策奖。
除了针对罗兴亚社区的暴力行为外，该报告还指出，缅甸武装部队对若开邦民族的虐待行为，包括强迫劳动、性暴力、强迫驱逐和杀戮。它还强调了武装组织在克钦邦、若开邦和掸邦犯下的罪行，包括纵火、勒索、破坏财产、强迫劳动、强奸、谋杀和强迫失踪。访问团呼吁在国际刑事法院调查和起诉军事领导人，特别是总司令敏昂莱大将犯有种族灭绝罪、危害人类罪和战争罪。
冈比亚于2019年11月11日向国际法院对缅甸提起诉讼。缅甸国务资政昂山素季在2019年12月的公开听证会上为缅甸军方将领辩护，反对种族灭绝指控。

## 外国支持

### 中国
中华人民共和国与缅甸政府和活跃在中缅边境的民族地方武装组织关系密切，因此长期以来一直被认为在冲突中扮演着多方面的角色。
中国在20世纪60年代至70年代公开支持缅甸共产党及其对毛泽东思想的信奉。1989年，缅甸共产党瓦解后，缅甸指责中国继续支持在其边境活动的该党的继承组织，如佤邦联合军和掸邦东部民族民主同盟军。
2016年，中国承诺支持缅甸的和平进程，鼓励对中国友好的民族地方武装组织参加与缅甸政府的和平谈判，并派遣更多军队确保与缅甸接壤的边境地区安全。中国还提供了300万美元作为谈判资金。然而，由于中国据称与缅北联合阵线和佤邦联合军有联系，缅甸政府对中国参与缅甸和平进程表示怀疑。

### 印度
由于与印度东北部武装活动重叠，印度和缅甸有着共同的战略军事关系。印度为缅甸军队提供了训练、武器和战术装备。自20世纪90年代以来，两国军队在边境地区对武装分子采取了联合行动。缅甸还在寻找和逮捕逃离印度东北部的武装分子方面发挥了积极作用；2020年5月，缅甸向印度当局移交了22名武装分子，其中包括几名高级指挥官。同样，印度是少数几个不顾全球强烈抗议强行将罗兴亚难民遣返缅甸的国家之一。

### 巴基斯坦
1948年至1950年，巴基斯坦向若开邦北部的圣战者提供援助。1950年，巴基斯坦政府就缅甸政府对待穆斯林的态度向缅甸政府提出警告。作为回应，缅甸总理吴努立即派遣穆斯林外交官佩钦就谅解备忘录进行谈判。巴基斯坦同意停止对圣战者组织的援助，并逮捕该组织的成员。1954年，圣战组织领导人米尔·卡西姆被巴基斯坦当局逮捕，他的许多追随者后来向缅甸政府投降。
国际危机组织2016年12月14日报道称，在与若开罗兴亚救世军（ARSA）的访谈中，该组织领导人声称与沙特阿拉伯和巴基斯坦的私人捐助者有联系。国际危机组织还发布了未经证实的报道，称罗兴亚人村民受到了阿富汗和巴基斯坦武装分子的“秘密训练”。2017年9月，孟加拉国消息人士表示，巴基斯坦三军情报局（ISI）与若开罗兴亚救世军合作的可能性“极高”。

### 俄罗斯
2013年11月，缅甸政府和俄罗斯联邦武装力量代表团在内比都举行会议，同意加强两国之间的合作，特别是在军事技术交流方面。2016年6月，缅甸和俄罗斯签署了一项军事合作协议，俄罗斯承诺为缅甸军队提供更多武器和训练。

### 泰国
泰国曾公开支持缅甸的各种地方武装组织，谴责当时执政的军政府的行为，并允许武器弹药通过其边境走私。然而，1995年，泰国政府在与缅甸签署了一项重要经济协议，从而确保了泰缅边境的安全，并停止了所有通过泰国的后勤援助支持。

### 美国
1951年中国人民解放军进入云南后，美国中央情报局（CIA）开始援助从中国逃往缅甸的中华民国国军士兵。其中包括“白纸方案”，该行动涉及通过泰国向他们提供非致命性援助，直到1953年，他们将7000名士兵空运到台湾并结束了行动。

### 南斯拉夫
从1952年开始，南斯拉夫成为缅甸政府的主要武器供应国，当时由于美国和英国的缓慢且不稳定的支持，缅甸向贝尔格莱德伸出了援手。两国关系因此变得非常密切，南斯拉夫人民军还派遣顾问协助缅甸前线作战。缅甸和南斯拉夫之间突然建立的牢固关系引起了美国人的担忧，他们担心南斯拉夫的支持会加强政府中的马克思主义意识形态。以前只寻求西方的支持的奈温对缅甸与南斯拉夫合作的速度印象深刻，并于1953年前往贝尔格莱德访问。

### 军火供应商
截至2019年，缅甸军队由来自7个国家的14家军火公司提供武器：中国、印度、以色列、朝鲜、菲律宾、俄罗斯和乌克兰。
尽管塞尔维亚在2021年缅甸政变后签署了一项不具约束力的呼吁停止向缅甸出售武器的联合国决议，但在政变后不到一周，数百枚塞尔维亚制造的80毫米火箭弹就从贝尔格莱德运往仰光。
越南曾经与中国共同支持缅甸共产党，目前亦和中国一样与缅共的衍生组织佤邦、掸邦东部第四特区等地区保持一定联系，但同时也曾为缅甸军方提供过弹药和军事硬件。缅甸军方官员也曾访问越南，接受越南人民军同行的军事建议。

### 外国战士
戴夫·埃弗雷特曾是澳大利亚特种空勤团的成员，1986年退伍后作为雇佣兵加入克伦民族解放军。他化名“史蒂夫”与克伦民族解放军并肩作战，训练武装分子，帮助他们提高枪法，并教他们如何使用M18A1阔刀地雷。为了帮助克伦民族解放军筹集经费，埃弗雷特在同谋的帮助下在澳大利亚犯下了几起抢劫案，并参加了驾驶课程，以便将武器走私到缅甸。一年后，埃弗雷特于1987年返回澳大利亚。
据报道，英国特种部队、澳大利亚特种部队、美国陆军特种部队、法国外籍军团和俄罗斯特种部队的前成员也曾在2012年与武装分子并肩作战。

## 停火谈判
一些民族地方武装组织与缅甸历届政府曾达成停火和和平协议，但大多数协议后来都破裂了。
在2011年的新宪法改革下，缅甸政府与数支武装组织签署了邦级与全国的停火协议。17个最大的武装组织中有14个与政治改革后的新政府签署了停火协议。根据缅甸和平中心的说法，克钦独立组织（KIO）与其盟友同政府之间的冲突使成千上万的人流离失所，在克钦邦和掸邦北部造成了又一次严重的人道主义危机。所有14个签署组织都希望根据1947年彬龙协议精神进行谈判以获取自决、联邦制（即区域自治）、宗教自由和少数民族权利。然而，新宪法只有少数几项专门针对少数民族权利的条款，因此缅甸政府在与少数民族地方武装讨论是依照新宪法，而不是彬龙协议。由于缅甸政府没有给出包含所有少数民族地方武装在内的广泛计划或框架，克伦民族联盟愤而退出了会议，并抱怨缺乏诚意。然而，国家和平协议委员会同少数民族地方武装之间的大部分谈判是正式且和平的。
2015年3月31日，15个不同的武装组织（均为全国停火协调组（NCCT）成员）的代表和缅甸政府敲定了《全国停火协议》（NCA）草案。然而，2015年10月15日，15个武装组织中只有8个签署了最终协议。来自联合国、英国、挪威、日本和美国的观察员和代表见证了协议的签署。另有2个武装组织后来与2018年2月13日加入了协议。
2016年8月31日1至9月4日举行了第一届21世纪彬龙会议暨联邦和平大会，多个不同组织派代表出席，试图在政府和不同民族地方武装之间进行调解。会议的名称参考了1947年英国统治时期召开的彬龙会议，当时昂山和少数民族领导人进行了谈判。

## 延伸阅读
- International Center for Transitional Justice "Opening up Remedies in Myanmar 12/9/2015 （页面存档备份，存于）"
- International Center for Transitional Justice "Navigating Paths to Justice in Myanmar's Transition 7/18/2014 （页面存档备份，存于）"
- Kipgen, Nehginpao. "Democracy Movement in Myanmar: Problems and Challenges." New Delhi: Ruby Press & Co., 2014. Print.